# Il Redentore
Biserica Preasfântului Mântuitor (italiană Chiesa del Santissimo Redentore), cunoscută ca Il Redentore, este o biserică romano-catolică din secolul al XVI-lea amplasată pe insula Giudecca a orașului italian Veneția. Ea a fost proiectată de arhitectul Andrea Palladio și construit ca o biserică votivă pentru a-i mulțumi lui Dumnezeu pentru eliberarea orașului de un focar major de ciumă. Situat pe malul Canalului Giudecca, el domină orizontul insulei Giudecca. Este membru al Asociației bisericilor venețiene și conține mai multe picturi realizate de Tintoretto, Paolo Veronese și Francesco Bassano.

## Istoric
Il Redentore a fost construit ca o biserică votivă în semn de mulțumire pentru scăparea orașului de un focar major de ciumă care a decimat populația Veneției între 1575 și 1576 și în care au murit 46.000 de oameni (25-30% din populație). Senatul Republicii Venețiene i-a comandat arhitectului Andrea Palladio să proiecteze biserica votivă. Deși Senatul a dorit ca biserica să aibă un plan pătrat, Palladio a proiectat o biserică cu o singură navă și cu trei capele pe fiecare parte. Poziția sa proeminentă pe Canalul Giudecca i-a oferit lui Palladio posibilitatea de a proiecta o fațadă inspirată de Panteonul din Roma și consolidată prin amplasarea pe un soclu larg. 15 pași au fost necesari pentru a ajunge la intrarea bisericii, o trimitere directă la Templul din Ierusalim și în conformitate cu propria filozofie religioasă a lui Palladio că "ascensiunea (credincioșilor) va fi treptată, astfel încât escaladarea va aduce mai mult devotament".
Piatra de temelie a fost pusă de Patriarhul Veneției Giovanni Trevisano la 3 mai 1577, iar clădirea a fost sfințită în 1592. La solicitările urgente ale Papei Grigore al XIII-lea, biserica a fost plasată după consacrare în administrarea Ordinului Fraților Minori Capucini. Câțiva frați locuiesc în mănăstirea anexată bisericii.
În fiecare an dogele și senatorii mergeau pe un pod de vase special construit din Zattere către Giudecca pentru a participa la liturghia din biserică. Sărbătoarea Mântuitorului (Festa del Redentore) rămâne un festival important în calendarul venețian, având loc în a treia duminică din luna iulie. Un imens foc de artificii din seara precedentă este urmat de o procesiune imensă pe podul de pontoane.

## Exterior
Il Redentore conține unul dintre cele mai importante aspecte definitorii ale structurilor lui Palladio și este considerat unul dintre vârfurile carierei sale. Este o clădire mare și albă, cu un dom încununat de o statuie a Mântuitorului. Un fronton triunghiular central este suprapus pe fațadă unuia mai mic. Această caracteristică clasică amintește de fațada lui Palladio pentru San Francesco della Vigna, unde a folosit o adaptare a unui arc de triumf. Palladio este cunoscut pentru aplicarea proporțiilor geometrice riguroase la fațadele bisericilor, iar Redentore nu face excepție. Înălțimea totală este de patru cincimi din lățimea sa totală, în timp ce lățimea porțiunii centrale este de cinci șesimi din înălțime.
S-a sugerat că există unele influențe turcești în aspectul exterior, în special cele două campanile care se seamănă cu minarete.

## Interior
Fiind o biserică de pelerinaj, clădirea ar fi trebuit să aibă o navă lungă, care a fost un fel de provocare pentru Palladio din cauza angajamentului său față de arhitectura clasică. Rezultatul este o clădire oarecum eclectică, cu un interior din piatră gri cu stuc alb, care combină nava cu o trecere boltită în spații care sunt unificate. Un șir neîntrerupt de piloni corintici înconjoară întreaga navă centrală.
Biserica are o lungime de 75 m și lățimea de 30 m, din care nava centrală are o lățime de 20 m.

### Lucrări de artă
Il Redentore conține picturi realizate de Francesco Bassano, Lazzaro Bastiani, Carlo Saraceni, Leandro Bassano, Palma cel Tânăr, Jacopo Bassano, Francesco Bissolo, Rocco Marconi, Paolo Veronese, Alvise Vivarini și un atelier al lui Tintoretto. Sacristia conține, de asemenea, o serie de capete de franciscani realizate în ceară în 1710.
Biserica a fost pictată de Canaletto de mai multe ori, una dintre picturi aflându-se în prezent la Woburn Abbey, Anglia.

## Imagini

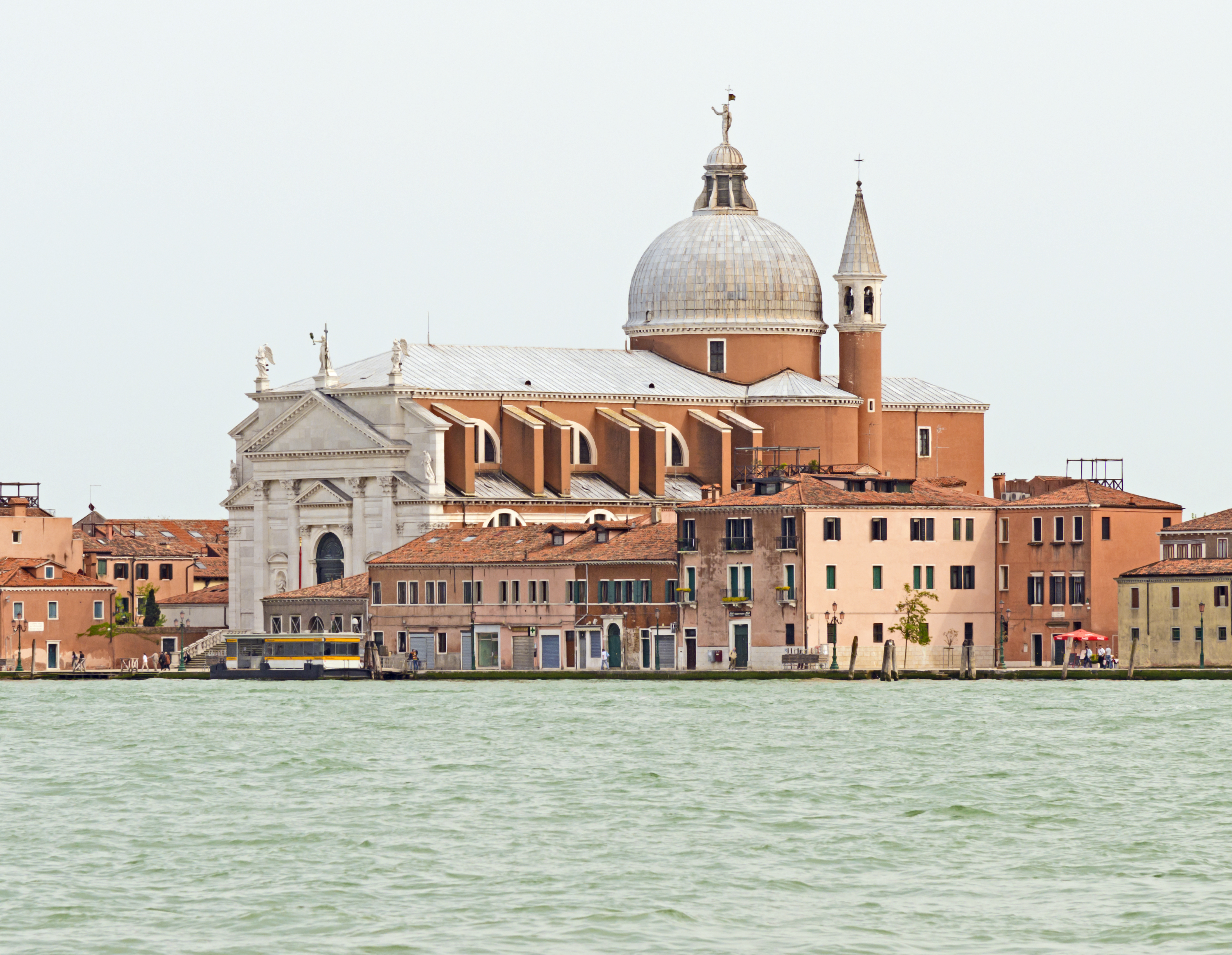
Il Redentore şi Canalul Giudecca
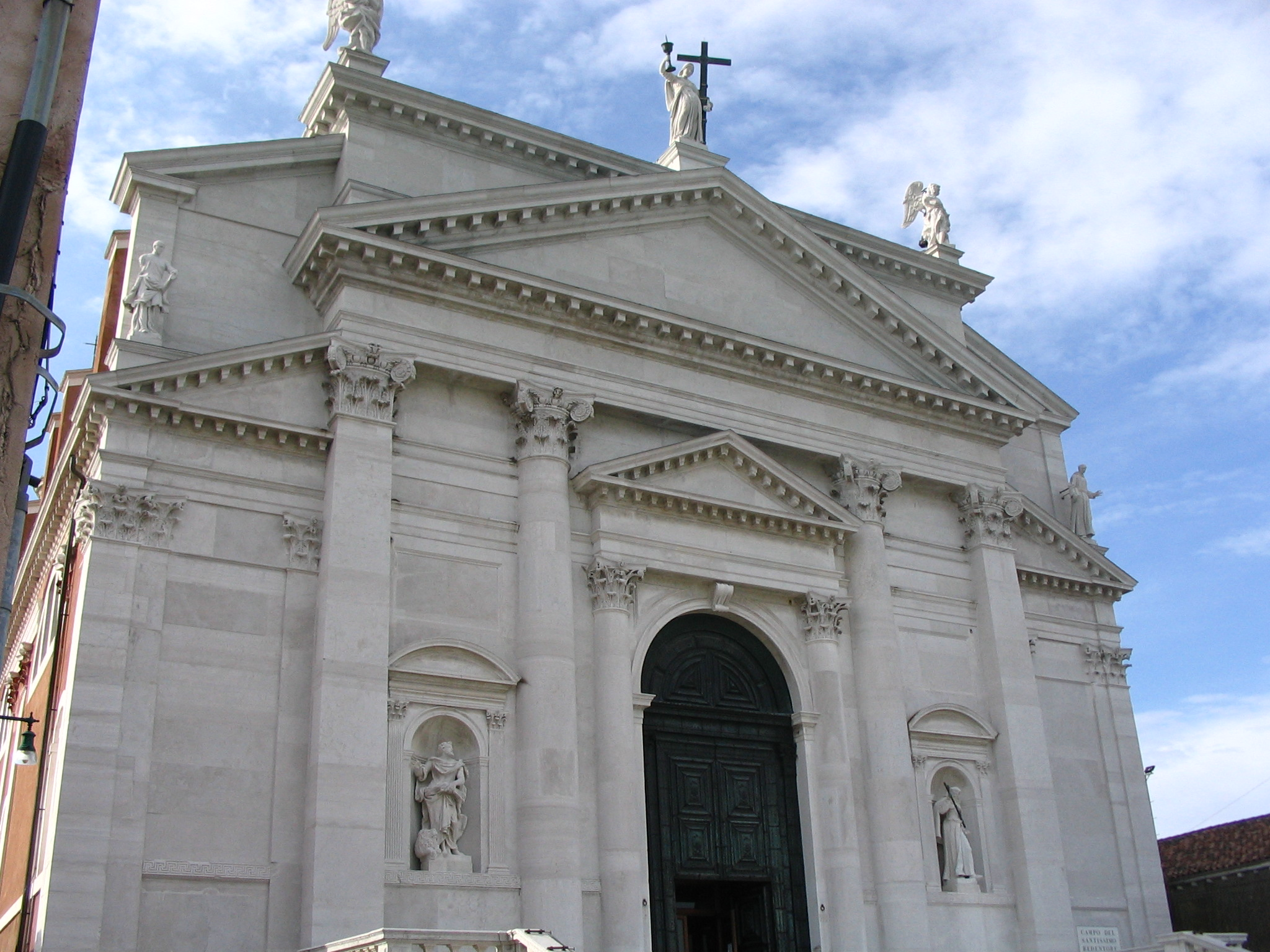
Faţada
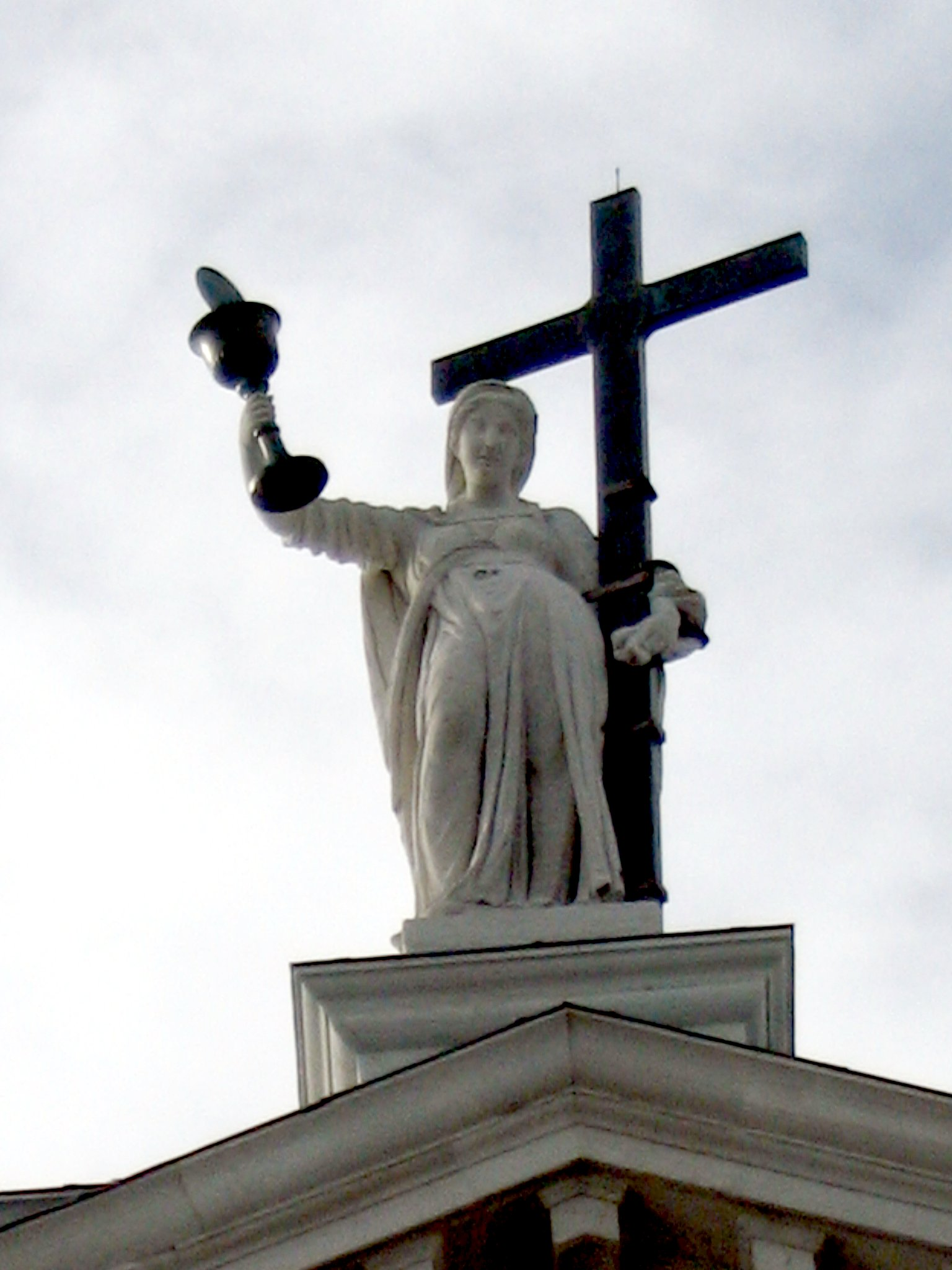
Statuie alegorică a Credinţei
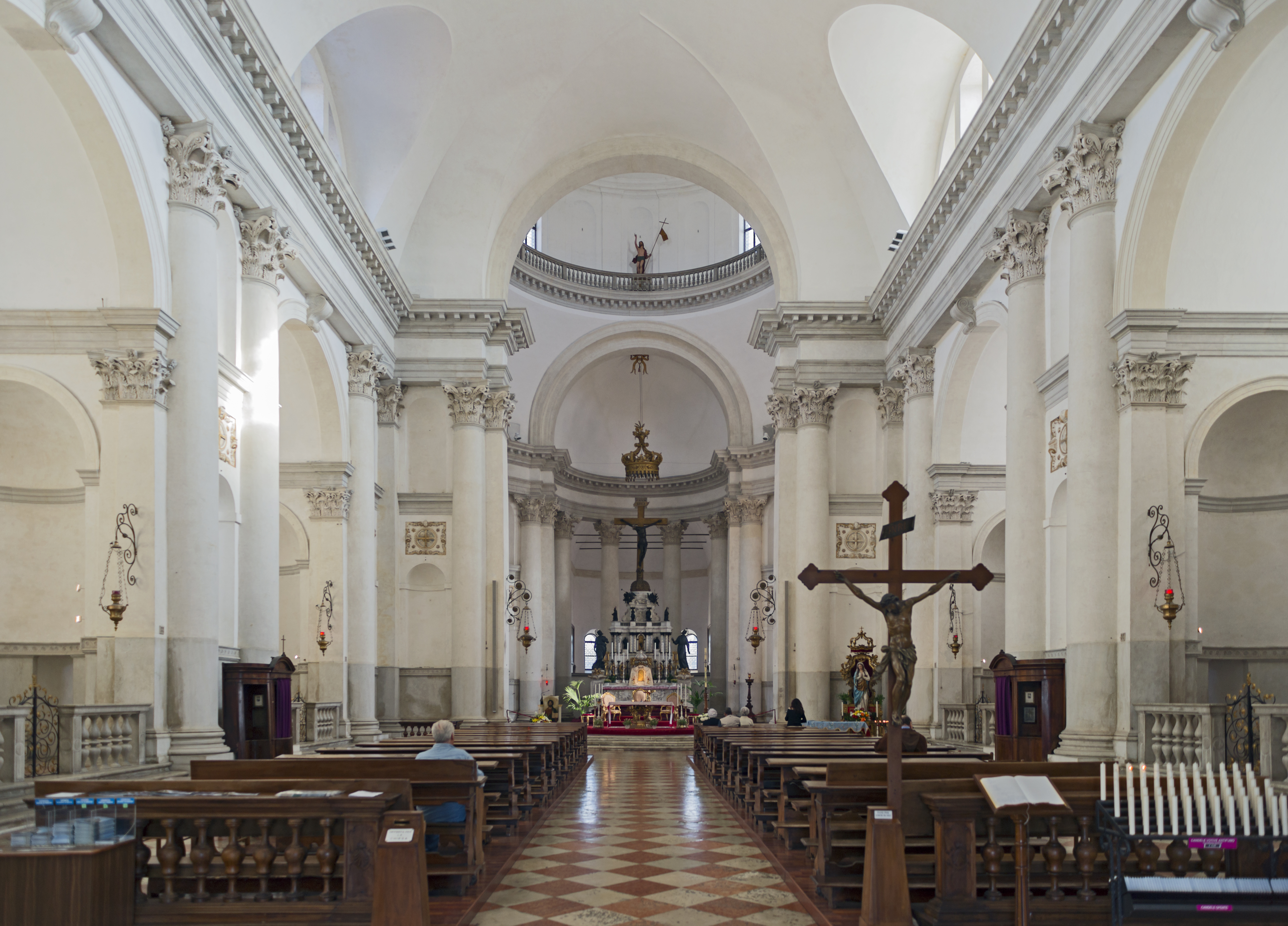
Interior
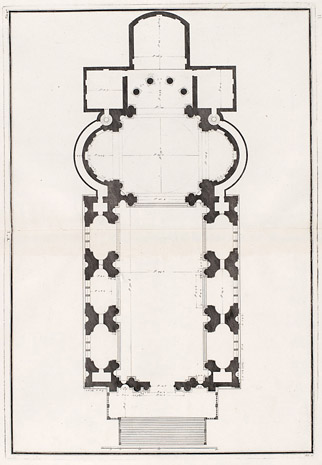
Planul bisericii (1783)
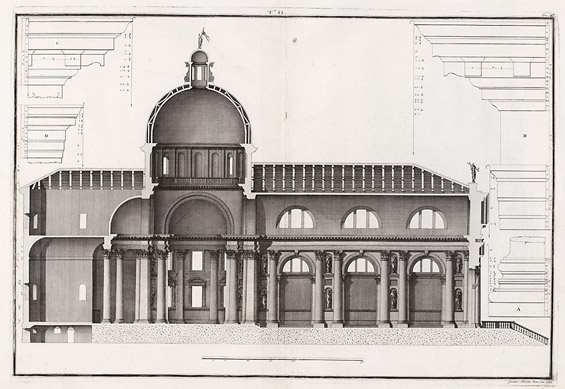
Secţiune longitudinală (1783)
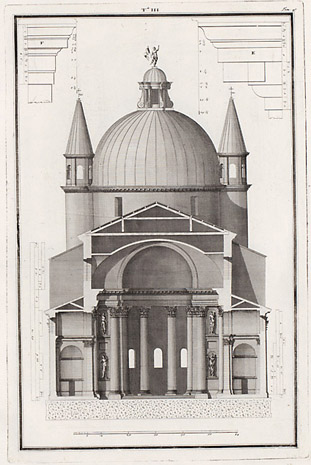
Secţiune transversală (1783)